# Nikki Cox
Nikki Cox, född 2 juni 1978 i Los Angeles i Kalifornien, är en amerikansk skådespelare. Hon är bland annat känd via rollen som Mary Conell i Las Vegas (2003–).